# General Pacheco
General Pacheco est une ville industrielle située dans la banlieue nord de Buenos Aires en Argentine.
Sa population était de 43 287 habitants en 2001.

## Industrie
D'importantes usines automobiles Ford et Volkswagen sont implantées à General Pacheco.